# Ballao
Ballao (en sard, Ballau) és un municipi italià, dins de la província de Sardenya del Sud. L'any 2007 tenia 584 habitants. Es troba a la regió de Sarrabus-Gerrei. Limita amb els municipis d'Armungia, Escalaplano, Goni, Muravera, Perdasdefogu, San Nicolò Gerrei, Silius, Villaputzu i San Vito.

## Administració
| Període | Identitat             | Partit        |
| ------- | --------------------- | ------------- |
| 2006-   | Francesco Maria Manca | Llista cívica |